# Royal-Bafokeng-Stadion
Das Royal-Bafokeng-Stadion (englisch Royal Bafokeng Stadium), auch Royal-Bafokeng-Sportpalast (englisch Royal Bafokeng Sports Palace), ist ein Rugby-Fußballstadion mit Leichtathletikanlage in der südafrikanischen Stadt Phokeng, nahe Rustenburg, in der Provinz Nordwest.

## Geschichte
Das Stadion wurde nach dem Stamm der Royal Bafokeng Nation benannt, in dessen Besitz es sich befindet. Es bietet 44.530 Plätze und ist eines der modernsten Stadien Afrikas. Ursprünglich für die Rugby-Union-Weltmeisterschaft 1995 geplant, wurde die Anlage erst 1999 fertiggestellt. Die Rugby-Weltmeisterschaft fand daher unter anderem im etwa elf Kilometer entfernten Olympia Park in Rustenburg statt, welcher gelegentlich mit dem Royal Bafokeng Stadium verwechselt wird.
Das Royal Bafokeng Stadium war Austragungsort für einige internationale Fußballspiele. Unter anderem spielte hier Burkina Faso gegen Südafrika im Rahmen der Qualifikation zur Fußball-Weltmeisterschaft 2002. Auch Spiele des Konföderationen-Pokals 2009 wurden hier ausgetragen. Die Spielstätte war zudem einer der Austragungsorte der Fußball-Weltmeisterschaft 2010. Hierzu waren nur vergleichsweise geringfügige Umbauten notwendig. Unter anderem wurde eine neue Videowand eingebaut, die Flutlichtanlage wurde verstärkt und die Kapazität wurde um 3.000 auf 42.000 Plätze erweitert.
2013 machte im Royal-Bafokeng-Stadion die Fußball-Afrikameisterschaft, als einer von fünf Spielorten, Station im WM-Stadion von 2010.

## Spiele des Konföderationen-Pokals 2009 in Rustenburg

### Gruppenspiele
- Gruppe A – 14. Juni 2009 20:30 Uhr:  Neuseeland –  Spanien 0:5 (0:4)
- Gruppe A – 17. Juni 2009 16:00 Uhr:  Südafrika –  Neuseeland 2:0 (1:0)
- Gruppe B – 21. Juni 2009 20:30 Uhr:  Ägypten –  USA 0:3 (0:1)

### Spiel um Platz 3
- 28. Juni 2009 15:00 Uhr:  Spanien –  Südafrika 3:2 n. V. (2:2, 0:0)

## Spiele der Fußball-Weltmeisterschaft 2010 in Rustenburg

### Gruppenspiele
- Gruppe C – 12. Juni 2010 20:30 Uhr:  England –  Vereinigte Staaten 1:1  (1:1)
- Gruppe F – 15. Juni 2010 13:30 Uhr:  Neuseeland –  Slowakei 1:1 (0:0)
- Gruppe D – 19. Juni 2010 16:00 Uhr:  Ghana –  Australien 1:1 (1:1)
- Gruppe A – 22. Juni 2010 16:00 Uhr:  Mexiko –  Uruguay 0:1 (0:1)
- Gruppe E – 24. Juni 2010 20:30 Uhr:  Dänemark –  Japan 1:3 (0:2)

### Achtelfinale
- 26. Juni 2010 20:30 Uhr:  Vereinigte Staaten –  Ghana 1:2 n. V. (1:1, 0:1)

## Spiele der Fußball-Afrikameisterschaft 2013 in Rustenburg

### Gruppenspiele
Die Gruppenspiele fanden bis auf den letzten Spieltag jeweils im Rahmen von Doppelveranstaltungen statt. Alle Angaben in Ortszeit (UTC+2); das entspricht der Mitteleuropäischen Zeit (MEZ) + 1 Stunde.
- Gruppe D – 22. Januar 2013 17:00 Uhr:  Elfenbeinküste –  Togo 2:1 (1:1)
- Gruppe D – 22. Januar 2013 20:00 Uhr:  Tunesien –  Algerien 1:0 (0:0)
- Gruppe D – 26. Januar 2013 17:00 Uhr:  Elfenbeinküste –  Tunesien 3:0 (1:0)
- Gruppe D – 26. Januar 2013 20:00 Uhr:  Algerien –  Togo 0:2 (0:1)
- Gruppe C – 29. Januar 2013 19:00 Uhr:  Äthiopien –  Nigeria 0:2 (0:0)
- Gruppe D – 30. Januar 2013 19:00 Uhr:  Algerien –  Elfenbeinküste 2:2 (0:0)

### Viertelfinale
- 3. Februar 2013 17:00 Uhr:  Elfenbeinküste –  Nigeria 1:2 (0:1)